# West Drayton állomás
West Drayton állomás West Drayton és Yiewsley vasútállomása London nyugati elővárosában, Angliában. Az állomás a Great Western fővonalon helyezkedik el Paddingtontól 22,3 kilométerre, Iver és Hayes & Harlington állomások között. Az állomást a TfL Rail üzemelteti.
A vasútállomást a Great Western Railway vonatai szolgálják ki. A Crossrail teljes megnyitása után az Elizabeth vonalnak is lesz itt megállója, a forgalom elindulásával egy időben az MTR Crossrail fogja átvenni az állomás üzemeltetését.

## Története
West Drayton állomást 1838. június 4-én nyitotta meg a Great Western Railway a Great Western fővonal részeként. Az eredeti állomást 1884. augusztus 9-én kicsit keletebbre helyezték át, amikor megnyitották a Staines–West Drayton-vasútvonalat. 1883. március 1-jétől a District Railway (a District line elődje) is kiszolgálta az állomást, azonban a metróvonal ennek a szakaszának gazdaságtalansága miatt a metrót 1885. szeptember 30-án Ealing Broadwayig rövidítették vissza. 1895-ben megkapta a West Drayton and Yiewsley nevet, de 1974. május 6-án visszakapta az eredeti nevét. Az állomásról induló szárnyvonalat 1965. március 29-én bezárták, a vonalon elbontott anyagokat felhasználták a Heathrow-i repülőtér új 5-ös termináljának építésénél.

## Jellemzői
Az állomás West Drayton központjától északra fekszik, a Grand Union csatorna jobb partján London Hillingdon kerületében. Öt vágánnyal rendelkezik, melyek közül az első kettőt a távolsági, a második kettőt az elővárosi, az ötödiket pedig a tehervonatok használják. A peronok összeköttetését gyalogos aluljárók és felüljárók biztosítják.

## Forgalom
A Great Western Railway óránként négy vonatot indít az állomásról Paddingtonba, két-két vonatot Readingbe és Oxfordba. West Draytonból a vonatok 20 perc alatt érnek Paddingtonba, 40 perc alatt Readingbe.
| Előző állomás              |                     | National Rail                                                  |  | Következő állomás                           |
| -------------------------- | ------------------- | -------------------------------------------------------------- |  | ------------------------------------------- |
| Iver vagy Slough           |                     | Great Western Railway Great Western fővonal                    |  | Hayes & Harlington                          |
| Előző állomás              |                     | Crossrail                                                      |  | Következő állomás                           |
| Iver                       |                     | TfL Rail Paddington–Reading                                    |  | Hayes & Harlington                          |
|                            | Jövőbeli fejlesztés |                                                                |  |                                             |
| Előző állomás              |                     | Crossrail                                                      |  | Következő állomás                           |
| Ivertovább Reading felé    |                     | Crossrail Elizabeth line                                       |  | Hayes & Harlingtontovább Abbey Wood felé    |
|                            | Egykori forgalom    |                                                                |  |                                             |
| Előző állomás              |                     | londoni metróhálózat                                           |  | Következő állomás                           |
| Langleytovább Windsor felé |                     | District line                                                  |  | Hayes & Harlingtontovább Mansion House felé |
|                            | Bezárt vasútvonalak |                                                                |  |                                             |
| Colnbrook Estate Halt      |                     | Staines & West Drayton Railway Staines–West Drayton-vasútvonal |  | végállomás                                  |
| Cowley                     |                     | Great Western Railway West Drayton–Uxbridge-vasútvonal         |  | Hayes & Harlington                          |

## Fordítás
- Ez a szócikk részben vagy egészben  a   West Drayton railway station című angol Wikipédia-szócikk fordításán alapul.  Az eredeti cikk szerkesztőit annak laptörténete sorolja fel. Ez a jelzés csupán a megfogalmazás eredetét és a szerzői jogokat jelzi, nem szolgál a cikkben szereplő információk forrásmegjelöléseként.